# نورس فضي
النورس الفضي أو نورس الرنكة الأوروبي (الاسم العلمي: Larus argentatus) (بالإنجليزية: European Herring Gull)‏ هو نوع من الطيور يتبع جنس النورس من الفصيلة النورسية.

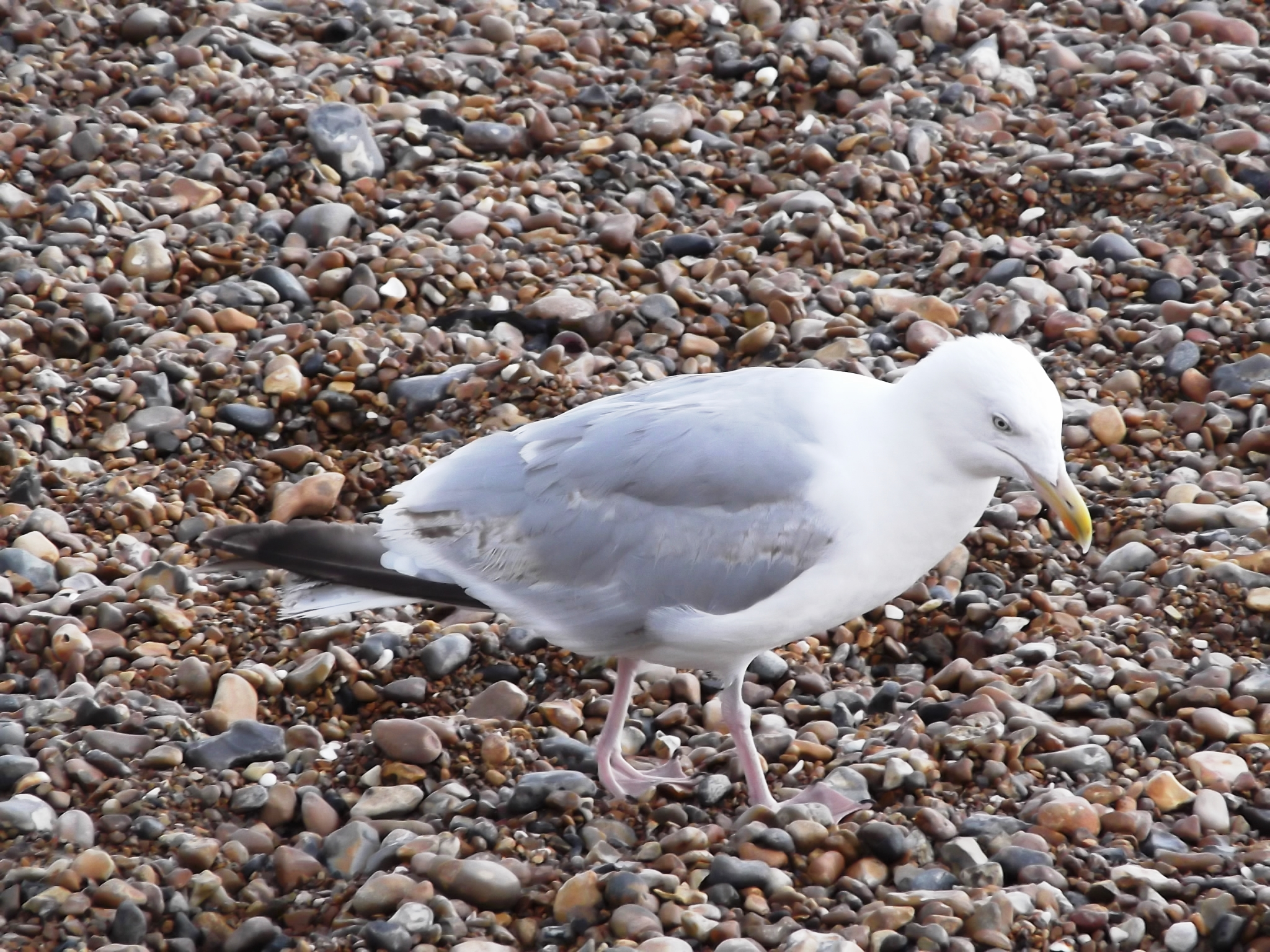
نورس الرنكة الأوروبي ببرايتون، جنوب شرق بريطانيا.

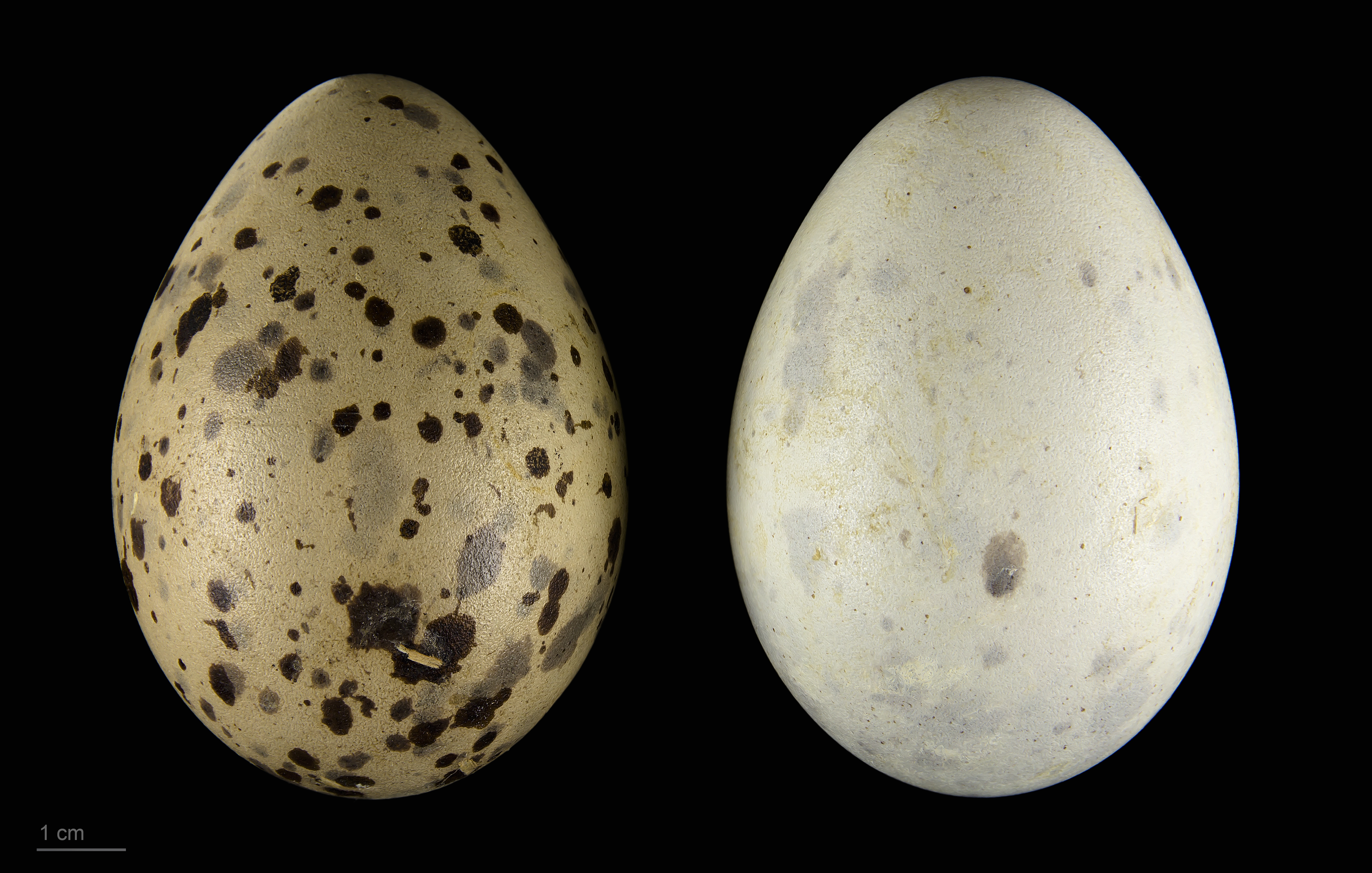
Larus argentatus argenteus